# Balsha Island
Balsha Island (englisch; bulgarisch остров Балша ostrow Balscha) ist eine 600 m lange und 300 m breite Insel im Archipel der Südlichen Shetlandinseln. Als eine der Dunbar-Inseln vor der Nordostküste der Livingston-Insel liegt sie 1,5 km nordwestlich des Slab Point und 2,8 km nördlich des Kotis Point.
Bulgarische Wissenschaftler kartierten sie 2009. Die bulgarische Kommission für Antarktische Geographische Namen benannte sie im selben Jahr nach der Ortschaft Balscha im Westen Bulgariens.